# Raccordo Guillemin

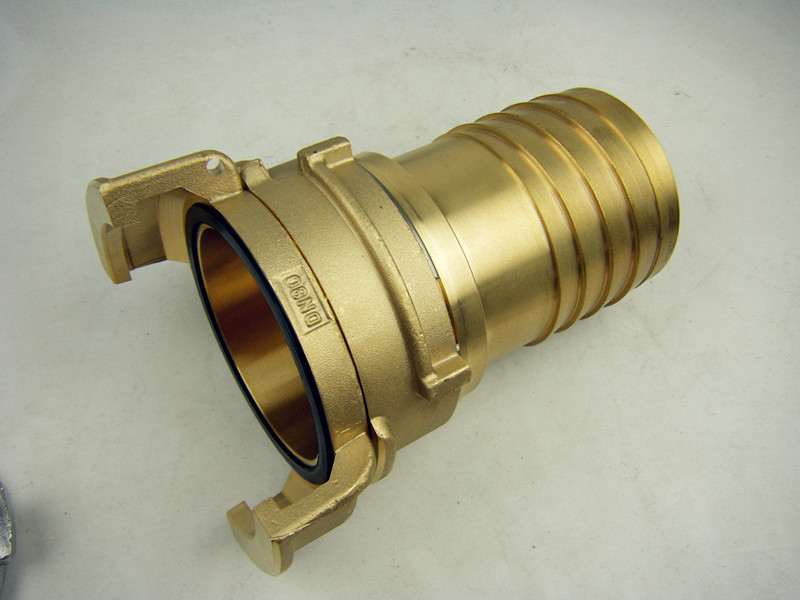
Raccordo Guillemin in ottone.

Il raccordo simmetrico di Guillemin, denominato anche  accoppiamento Guillemin, è ampiamente utilizzato su tubi antincendio e nelle applicazioni antincendio in Francia ed in Belgio e si collega utilizzando ganci e flange interbloccabili. 
Le due estremità possono essere fissate a mano oppure con una chiave a tricrotore. Ha la chiusura a quarto di turno e non è sessuale (simmetrico). Può essere fabbricato in alluminio, acciaio inossidabile, ottone o polipropilene. Lo standard per questo tipo di accoppiamento è EN14420-8 / NF E 29-572 e vi è una specie di standard speciale DIN14420-8 per gli assemblaggi unici con attacco ferrule e morsetto di sicurezza.
Noto anche come "accoppiamento antincendio AFNOR", viene utilizzato anche per il trasferimento di prodotti liquidi nelle industrie chimiche od agricole e per l'irrigazione con pressioni fino a 16 atm. Si utilizza anche per aspirazione o per la protezione antincendio stazionaria, come spruzzatura od idranti a parete.

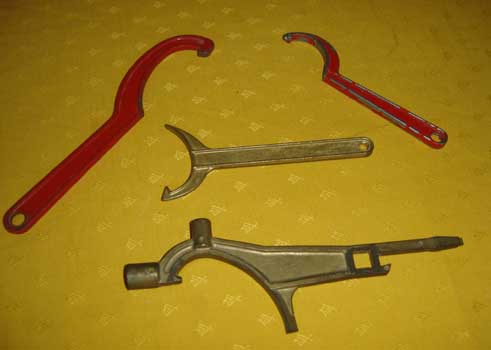
Varie forme di chiave a tricrotore, quelle rosse si trovano sulle autocisterne, quella gialla si aggiancia alle cinture degli agenti, quella in basso è multiuso.